# Prachaticei járás

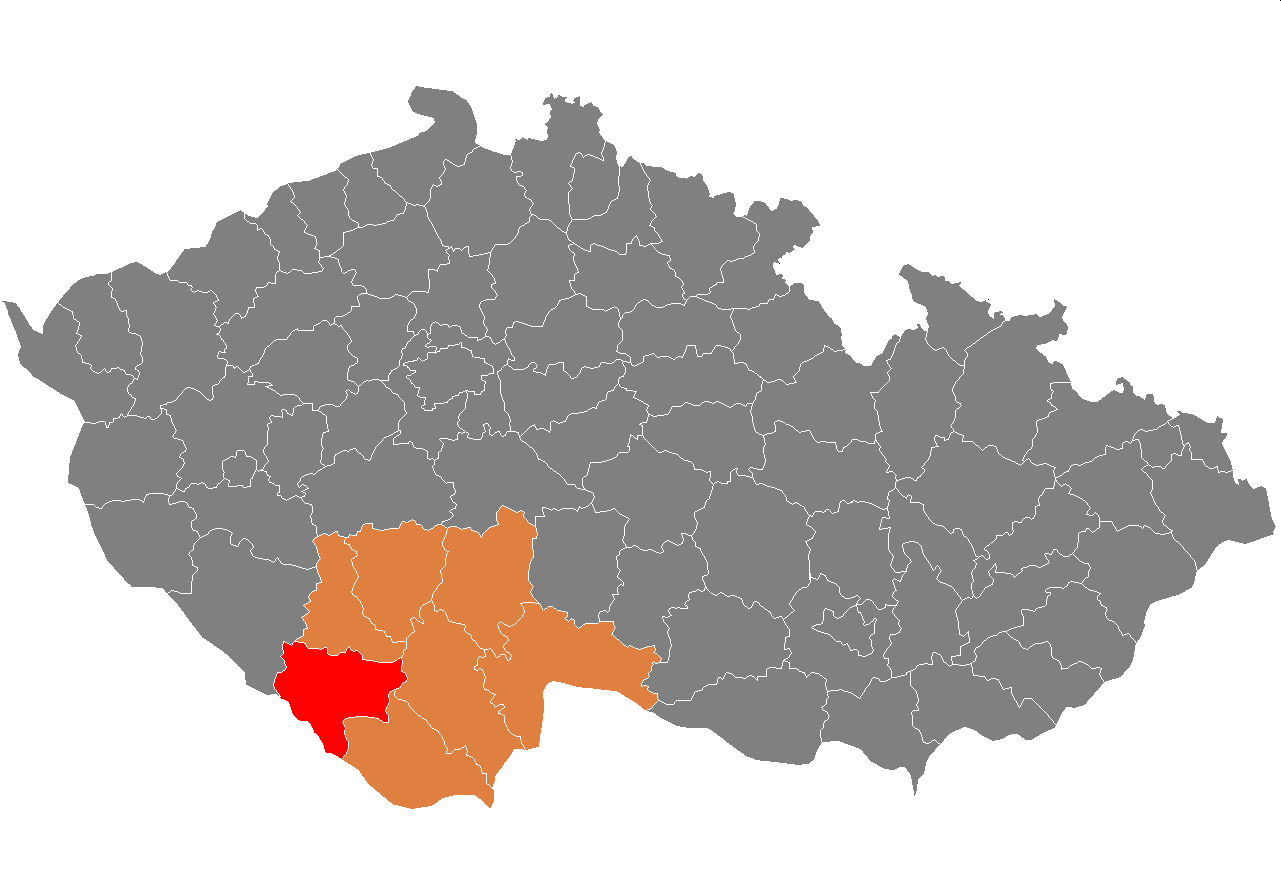
A Prachaticei járás

A Prachaticei járás  (csehül: Okres Prachatice) közigazgatási egység Csehország Dél-csehországi kerületében. Székhelye Prachatice. Lakosainak száma 51 470 fő (2007). Területe 1375,03 km².

## Városai, mezővárosai és községei
A városok félkövér, a mezővárosok dőlt, a községek álló betűkkel szerepelnek a felsorolásban.
Babice •
Bohumilice •
Bohunice •
Borová Lada •
Bošice •
Budkov •
Buk •
Bušanovice •
Chlumany •
Chroboly •
Chvalovice •
Čkyně •
Drslavice •
Dub •
Dvory •
Horní Vltavice •
Hracholusky •
Husinec •
Kratušín •
Křišťanov •
Ktiš •
Kubova Huť •
Kvilda •
Lažiště •
Lčovice •
Lenora •
Lhenice •
Lipovice •
Lužice •
Mahouš •
Malovice •
Mičovice •
Nebahovy •
Němčice •
Netolice •
Nicov •
Nová Pec •
Nové Hutě •
Olšovice •
Pěčnov •
Prachatice •
Radhostice •
Stachy •
Stožec •
Strážný •
Strunkovice nad Blanicí •
Šumavské Hoštice •
Svatá Maří •
Těšovice •
Tvrzice •
Újezdec •
Vacov •
Vimperk •
Vitějovice •
Vlachovo Březí •
Volary •
Vrbice •
Záblatí •
Zábrdí •
Zálezly •
Žárovná •
Zbytiny •
Zdíkov •
Želnava •
Žernovice

## Fordítás
- Ez a szócikk részben vagy egészben  a   Prachatice District című angol Wikipédia-szócikk ezen változatának fordításán alapul.  Az eredeti cikk szerkesztőit annak laptörténete sorolja fel. Ez a jelzés csupán a megfogalmazás eredetét és a szerzői jogokat jelzi, nem szolgál a cikkben szereplő információk forrásmegjelöléseként.
- Ez a szócikk részben vagy egészben  az   Okres Prachatice című cseh Wikipédia-szócikk ezen változatának fordításán alapul.  Az eredeti cikk szerkesztőit annak laptörténete sorolja fel. Ez a jelzés csupán a megfogalmazás eredetét és a szerzői jogokat jelzi, nem szolgál a cikkben szereplő információk forrásmegjelöléseként.